# Believe (THE ALFEEの曲)
「Believe」（ビリーヴ）は、1993年2月3日に発売された、THE ALFEE36枚目のシングル。

## 概要
TBS系で放送された『ムーブ』の主題歌。
カップリングは1993年大阪国際女子マラソンイメージソング。
前作に続き桜井賢がリード・ヴォーカルを務める。テレビ・ライブでの歌唱時、桜井はベースを持たず歌唱。
「恋人の歌がきこえる」以来3作振りにオリジナルアルバム未収録。

## 収録曲
全作詞・作曲：高見沢俊彦、編曲：THE ALFEE
1. Believe
2. Running Wild
3. Believe〈オリジナル・カラオケ〉

## 品番
- CD:PCDA-00405 971円（税抜価格）

## 収録作品
- THE ALFEE 單曲全集二（#1）
- THE ALFEE SINGLE HISTORY VOL.IV 1991-1994（#1,2）
- THE ALFEE 單曲特集（#1）
- 夢よ急げ -大阪国際女子マラソンイメージソング・アルバム-（#2）
- THE ALFEE 30th ANNIVERSARY HIT SINGLE COLLECTION 37（#1）

## 関連作品
「Believe」、「Running Wild」を収録したミュージックビデオが発売された。
- Video Clips VICTORY（VHS・LD・1993年7月21日）